# Aho Houegbadja
Aho Houegbadja, traditionnellement le troisième roi d'Abomey, est considéré comme le fondateur du royaume du Dahomey (actuel Bénin). De teint clair, grand et fort, le prince Aho arrive au pouvoir sous le nom fort de Houegbadja. Il succède à son oncle, Dakodonou, et règne de 1645 à 1685.

## Biographie

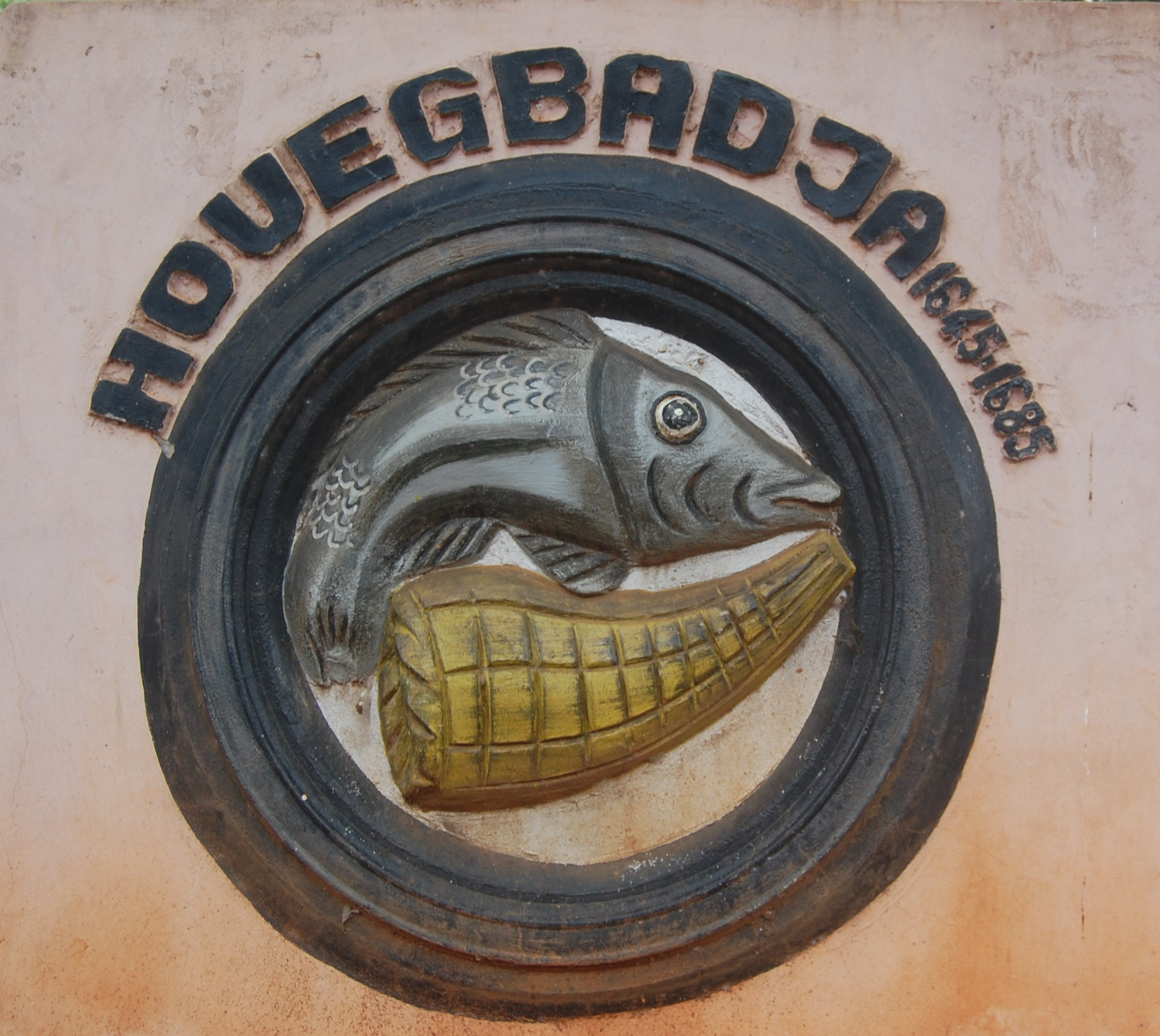
Symbole de Houégbadja roi du Dahomey au mur de la place Goho à Abomey au Bénin

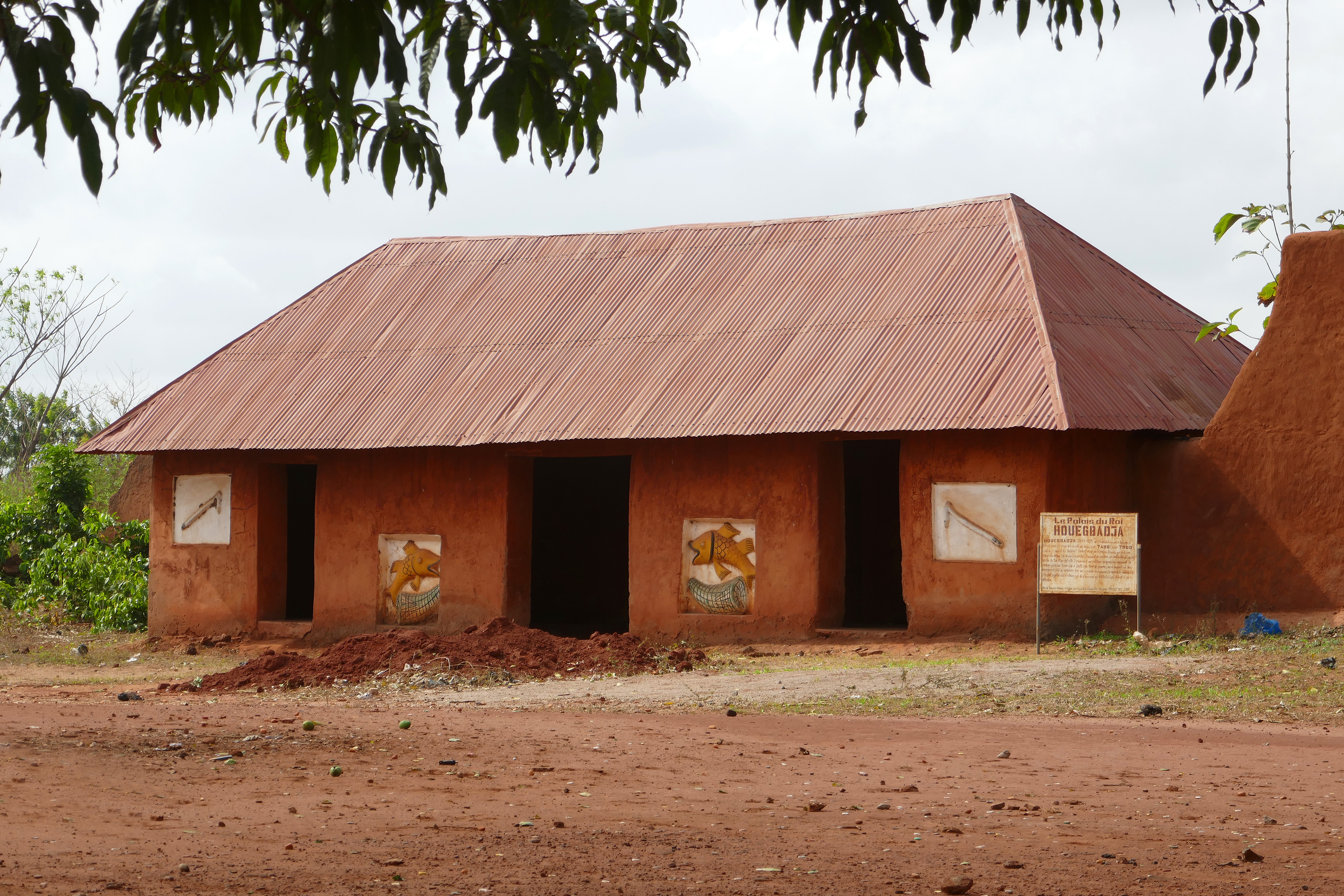
Palais du roi Houégbadja

Emblèmes du roi Houegbadja (1645-1685) : un poisson, une nasse et une récade

Houegbadja fonda la cité Abomey en construisant son palais (nommé Agbome qui signifie « au milieu des remparts ») près de Guedevi, à quelques kilomètres au nord-ouest de Bohicon, et annexe les petites chefferies de la région. Il règne sur un territoire acquis par des alliances, des guerres et la ruse.
Il promulgue des lois, nomma des ministres et développa l'administration, la religion et la culture politique qui caractérisa le Dahomey.
À sa mort, son fils Houessou Akaba lui succède.
Il avait pour symbole un poisson et une nasse : « Le poisson échappé de la nasse fuit la nasse ». Un livre lui a été dédié en 2018. Il a été coécrit  par l'historien béninois Arthur Vido et s'intitule: Une étude sur l'histoire du Danhomè: Biographie du roi Houegbadja (1645-1685).